# Left 4 Dead 2
Left 4 Dead 2 è un videogioco di genere sparatutto in prima persona a tema horror, seguito di Left 4 Dead, sviluppato da Valve Corporation e pubblicato il 17 novembre 2009 per Windows, macOS e Xbox 360. Il 4 maggio 2013 è stata resa disponibile una prima versione beta per Linux.
Il gioco si basa su una modalità di gioco cooperativa e viene utilizzato il motore grafico Source Engine di Valve, lo stesso utilizzato in Left 4 Dead. il titolo è stato presentato per la prima volta all'E3 2009 durante la conferenza stampa di Microsoft.
Durante il periodo di uscita, il gioco è stato al centro di diverse controversie riguardanti boicottaggi e contenuti ritenuti offensivi o violenti, subendo pesanti censure per poter essere distribuito in alcuni stati. Left 4 Dead 2 è poi stato pubblicato e accolto con favore da critica e pubblico.

## Trama
I quattro sopravvissuti devono affrontare orde di infetti, usando case sicure per riposarsi e ricaricare le armi, per raggiungere i punti di estrazione. Left 4 Dead 2 è ambientato negli Stati Uniti del sud, iniziando da Savannah, Georgia e finendo a New Orleans, Louisiana. Il gioco introduce quattro nuovi sopravvissuti, di cui si può apprendere la storia attraverso i loro dialoghi. A differenza del primo gioco, dove non esisteva una storia significativa, Left 4 Dead 2 presenta un arco narrativo.
Dopo aver scalato un hotel a Savannah per raggiungere un punto di evacuazione, i quattro survivor si ritrovano abbandonati dagli elicotteri, e decidono di dirigersi verso il centro commerciale locale per trovare un secondo punto di estrazione ("Centro di morte"). Dopo un breve incontro con il proprietario di un negozio di armi, Whitaker, scoprono che il centro commerciale è stato preso d'assalto, ed i quattro fuggono con una stock car sfondando le vetrine del centro commerciale e dirigendosi verso New Orleans.
Lungo il cammino, passando attraverso una città, si imbattono in un ponte sollevato che devono abbassare azionando un generatore ("The passing"), facendosi aiutare da tre dei survivor di Left 4 Dead: Zoey, Francis e Louis; (Bill è deceduto vicino al ponte). Dopo aver attraversato la città passando dalle fognature, il gruppo si imbatte di nuovo nei tre, che li aiutano a riempire il generatore con il carburante, dandogli supporto armato.
Attraversato il ponte il gruppo trova però l'autostrada completamente intasata dai rottami degli altri veicoli, sono costretti a viaggiare attraverso un luna park abbandonato (ma ancora operativo), e fanno partire lo spettacolo di fuochi pirotecnici e luci usati dalla band "The Midnight Riders" nel tentativo di richiamare l'attenzione di un elicottero ("Luna-Park lugubre"). Vengono recuperati, ma scoprono che il pilota è stato infettato e Nick è costretto a ucciderlo.
Questo porta l'elicottero a schiantarsi in una palude ("Febbri di palude"). Trovano brevemente un rifugio in una villa coloniale vicina ad una piantagione, dove riescono ad avere un contatto radio con il capitano di una barca di fiume di nome Virgil che li salva, ma li informa che ha bisogno di più carburante per raggiungere New Orleans. I survivor affrontano una pioggia torrenziale, dirigendosi verso una stazione di benzina per prendere il carburante e ritornare alla nave ("Pioggia battente").
Virgil li porta a New Orleans, dove le forze militari stanno ancora evacuando la popolazione, prima di tornare sul fiume per cercare di trovare altri sopravvissuti. Mentre il gruppo si dirige al punto d'estrazione, scoprono che le forze armate stanno bombardando i ponti per impedire agli infected di raggiungerli ("La Parrocchia").
I survivor raggiungono un ponte sospeso invaso da un'enorme orda di infetti, ma affrontandoli riescono ad attraversarlo e a prendere l'ultimo elicottero che sta per lasciare la città prima che il ponte venga distrutto.

## Modalità di gioco
Come il suo predecessore, Left 4 Dead 2 è uno sparatutto in prima persona, con alcune scene presentate in terza persona o tramite filmati pre-renderizzati. Il gioco presenta cinque nuove campagne, di dimensioni maggiori di quelle del primo gioco. Ciascuna di esse sarà giocabile in campagna, avversario, od in modalità survival. Nella modalità principale della campagna, fino a quattro giocatori possono giocare in co-op, ed altri personaggi speciali ed infetti sono controllati dal computer. Ci sono diversi capitoli in ogni campagna, e l'obiettivo dei sopravvissuti è quello di aprirsi la strada attraverso orde di infetti, al fine di raggiungere una safehouse alla fine di ogni capitolo.
Left 4 Dead 2 è ambientato dopo le conseguenze di un'epidemia che trasforma gli uomini in zombie, e si concentra su quattro sopravvissuti che lottano contro orde di infetti. Questi devono aprirsi la strada attraverso i livelli, intervallati da "stanze sicure" (Safehouse), che agiscono come punti di controllo, con l'obiettivo di raggiungere un veicolo di salvataggio nel finale della campagna. Il gameplay è alterato da un motore di intelligenza artificiale chiamato "Director 2.0" che controlla le prestazioni dei giocatori e cambia lo scenario in modo tale da fornire una sfida dinamica per i giocatori nei loro progressi: oltre allo spawn degli infected, adesso il "Director" (regista) cambia anche lo scenario e la locazione degli oggetti. Sono state introdotte diverse nuove funzionalità, come nuovi tipi di infetti ed armi corpo a corpo.
Ad Avversario e Survival, si aggiunge la modalità Realtà, giocabile solo online, dove non vengono mostrate le silhouette dei giocatori né i nomi, cosicché risulta molto più difficile aiutarli durante le mappe, specie se attaccati da infected speciali, ed è necessario restare vicini.
A completamento del gioco sono stati posti 50 obiettivi; alcuni di questi sono possibili solo in Avversario o Survival, ma la maggior parte si può ottenere in modalità Singolo/Campagna. Tra i più originali, l'obiettivo Fronte Liberazione Nani (salvare lo gnomo di gesso, Chomsky, dal Luna Park).

## Accoglienza
Left 4 Dead 2 è stato accolto con favore dalla critica specializzata, ottenendo punteggi come 9/10 e 9.5/10 e ricevendo commenti positivi riguardanti in particolare i cambiamenti alle armi, alle nuove strategie e ai maggiori dettagli rispetto al predecessore.
Nonostante delle controversie e dei tentativi di boicottaggio del videogioco, Left 4 Dead 2 ha avuto successo anche con il pubblico. In due settimane dall'uscita del prodotto furono acquistate due milioni di copie, un numero che superò più di due volte quello del primo titolo.

## Controversie

### Boicottaggio
Nel weekend successivo all'annuncio del videogioco, fu creato un gruppo nella comunità di Steam che ne incitava il boicottaggio, in base a preoccupazioni riguardanti i contenuti mostrati nella conferenza E3 e una potenziale riduzione degli aggiornamenti per il primo titolo. Il gruppo raggiunse oltre 11.000 utenti alla fine della settimana dell'annuncio. Due mesi prima dell'uscita del gioco, quando il gruppo aveva superato i 42.000 partecipanti, Valve Corporation invitò i leader del movimento nei loro uffici. Il 14 ottobre uno dei creatori del gruppo dichiarò che "il boicottaggio aveva terminato il suo scopo", e l'attività fu terminata la settimana successiva nonostante la non realizzazione delle richieste iniziali del movimento.

### Censure per violenza
Left 4 Dead 2 è stato oggetto di controversie al tempo della pubblicazione a causa di contenuti ritenuti eccessivamente violenti, ed è stato fortemente censurato in alcuni paesi.
In Australia, l'Office of Film and Literature Classification ha rifiutato di classificare il gioco con il massimo rating di MA15+, effettivamente vietando la vendita del prodotto, indicando "continua violenza realistica e frenetica" come motivo. L'amministratore di Valve Gabe Newell si è dichiarato sorpreso dalla decisione, spiegando che l'azienda credeva che il gioco avrebbe ricevuto lo stesso trattamento del predecessore Left 4 Dead. Valve Corporation ha fatto appello contro la decisione del governo, senza successo. Electronic Arts, l’azienda responsabile per la distribuzione del gioco, si è espressa negativamente riguardo al rifiuto dell'ente australiano, lamentando che "è ironico come l'Australia, origine di contenuti molto violenti come Mad Max, bandisca videogiochi per lo stesso motivo". Jim Sterling di Destructoid ha definito il sistema di classificazione australiano "ridicolo".
In seguito alla decisione del governo, la versione di Left 4 Dead 2 per il mercato australiano ha subito pesanti censure, in particolare rimuovendo sangue e numerosi effetti legati alla morte degli infetti, per ottenere la classificazione massima di MA15+ e quindi permettere la pubblicazione del titolo. Il videogioco ha subito censure simili in Germania per ottenere l'approvazione dell'Unterhaltungssoftware Selbstkontrolle.
In seguito a rivalutazioni successive, la versione non censurata di Left 4 Dead 2 è stata poi approvata e resa disponibile come contenuto scaricabile gratuito su Steam, nel 2014 in Australia e nel 2021 in Germania.

## Sequel
Nel 2020 Valve ha rivelato di avere lavorato a un sequel, chiamato semplicemente Left 4 Dead 3, durante gli anni 2010. Il videogioco era ambientato in Marocco e presentava numerosi elementi open world, con piani per sostenere situazioni con centinaia di zombie presenti nello stesso momento. Il team dedicato al progetto era di circa 30 persone, ma lo sviluppo è stato terminato per via di problemi tecnici con l'ancora non finito Source Engine 2.